# Kugisho Ohka Model 22
Zasugerowano, aby zintegrować ten artykuł z artykułem Yokosuka MXY7. Nie opisano powodu propozycji integracji.

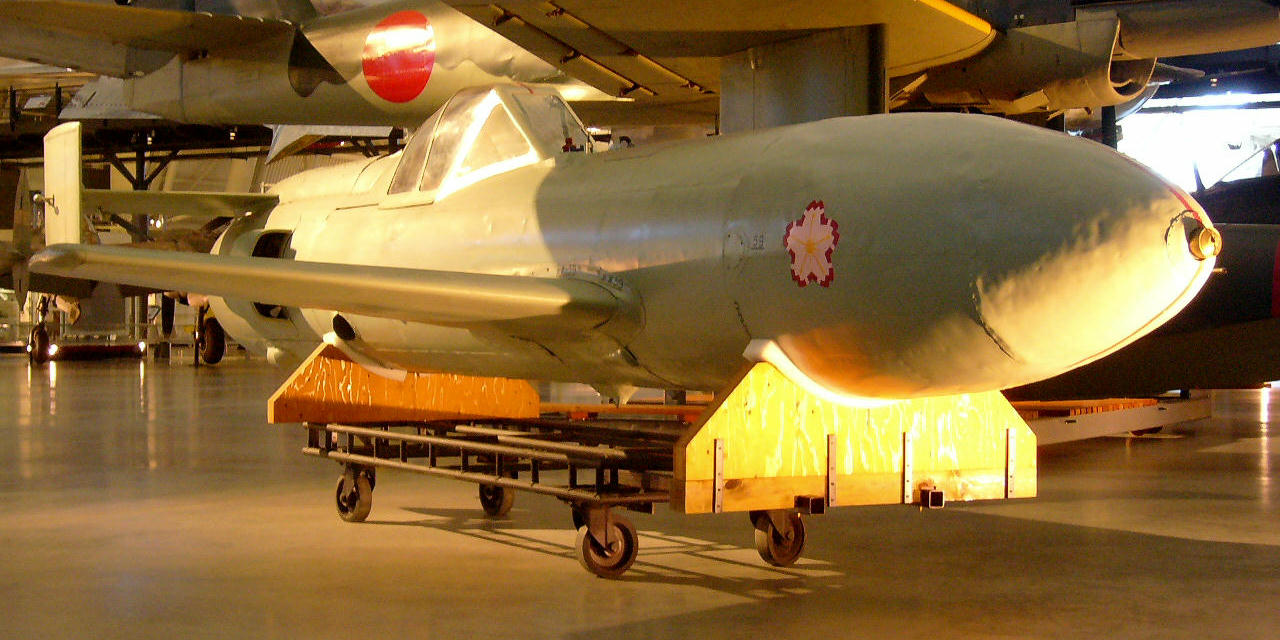
Kugisho MXY7 Ohka Model 22

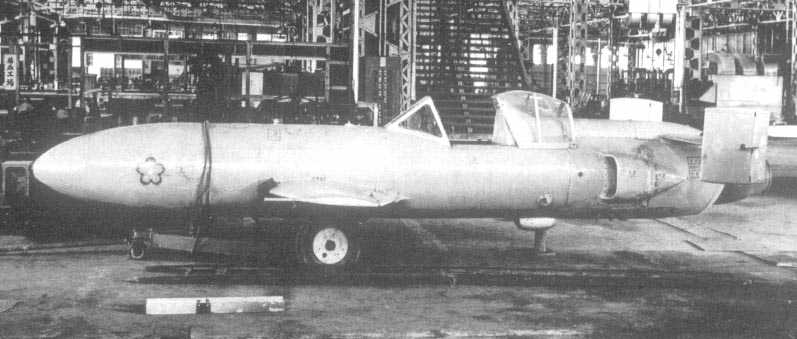
Kugisho MXY7 Ohka Model 22 w hali montażowej

Kugisho MXY7 – japońska załogowa bomba latająca, niewielki samolot, dolnopłat o podwójnym usterzeniu ogonowym i konstrukcji mieszanej z okresu II wojny światowej, wersja rozwojowa Kugisho Ohka Model 11.
Wraz z wstrzymaniem 11 marca 1945 roku produkcji samolotu Ohka Model 11 zakłady Kugisho rozpoczęły przygotowania do produkcji jego następcy, który miałby znacznie lepsze osiągi oraz przede wszystkim byłby bardziej niezależny podczas ataku od samolotu nosiciela. W tym celu postanowiono zaadaptować kadłub Ohki do zainstalowania w nim silnika turboodrzutowego typu Mitsubishi Ne-20. Problemy konstrukcyjne z nową jednostką napędową oraz opóźnienia w jej produkcji zmusiły japońskich konstruktorów do zainstalowania w nowej bombie latającej silnika typu motorjet, który był wzorowany na zastosowanym na początku II wojny światowej silniku włoskiego samolotu doświadczalnego Caproni Campini C.C.2.
Ponieważ samolot samobójczy Ohka nie wymagał zbyt dużej mocy, do jego napędu został wybrany silnik Tsu-11, którego sprężarkę napędzał silnik rzędowy Hitachi GK4A Hatsukaze 11 (Ha-11-11) o mocy 110 KM. Podczas startu mógł on być dodatkowo wspomagany przez silniki rakietowe Typ 4-1 Model 20 mocowane pod kadłubem.
Samolot samobójczy Ohka Model 22 od swojego pierwowzoru Ohka Model 11 oprócz napędu różnił się: mniejszą rozpiętością skrzydeł, wydłużonym kadłubem, parą wlotów powietrza za kabiną pilota, rurami wydechowymi silnika tłokowego wystającymi pod kadłubem oraz charakterystyczną dyszą wylotową silnika odrzutowego wystającą z tyłu samolotu poza obrys kadłuba. W Ohka Model 22 zastosowano także mniejszą głowicę bojową o masie 600 kg zamiast 800 kg.
Do końca wojny zdołano wyprodukować 50 egzemplarzy Kugisho Ohka Model 22. Wszystkie powstały w zakładach Dai-Ichi Kaigun Koku Gijitsusho w Yokosuka. Żaden nie został wykorzystany bojowo.
Przeprowadzono tylko dwa loty doświadczalne (bez głowicy bojowej), w tym jeden z użyciem silnika odrzutowego. Z powodu niedoświadczenia i błędów pilotów oba zakończyły się katastrofą.

## Nosiciel Ohka Model 22
Ze względu na słabe osiągi i niewielki zasięg samolotu Ohka Model 22 na miejsce misji miał on być dostarczany za pomocą szybkiego bombowca. W przypadku latającej bomby Ohka Model 22 nosicielem miał być specjalnie do tego celu przystosowany bombowiec Kugisho P1Y1 Model 13 Ginga.

## Wersje rozwojowe
Na bazie samolotu samobójczego Kugisho MXY7 Ohka Model 22 powstały:
- Prototyp samolotu samobójczego firmy Nakajima oznaczony symbolem Ohka Model 21, który był połączeniem płatowca Ohka Model 22 i zespołu napędowego z samolotu Ohka Model 11.
- Prototyp firmy Nakajima samolotu Ohka Model 22 z metalowym pokryciem skrzydeł.
- Prototyp dwumiejscowego szybowca treningowego oparty na płatowcu Ohka Model 22.
- Projekt samolotu samobójczego Ohka Model 33, w którym jako napęd miał zostać wykorzystany silnik turboodrzutowy Mitsubishi Ne-20.